# Iglesia de San Nicolás (Great Yarmouth)

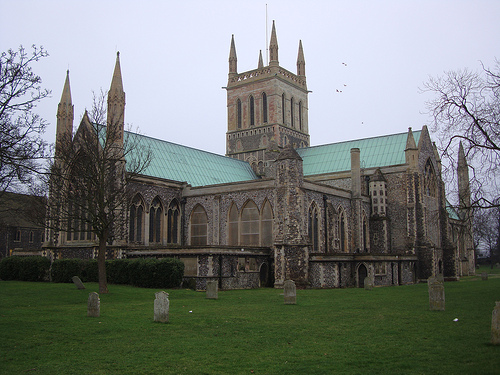
Iglesia de San Nicolás, Great Yarmout, Norfolk

La iglesia de San Nicolás situada en Great Yarmouth es la parroquia más grande en Inglaterra en cuanto al área que ocupa la superficie del suelo. Fue fundada en 1101 por Herbert de Losinga, el primer obispo de Noruega y fue consagrada en 1119. Presenta una forma cruciforme con una torre central, que conserva una parte de la estructura original, aunque la forma ha sufrido cambios debido a las diversas alteraciones. Su ancho es de 7,9 metros (26 pies) y con una longitud total de 72 metros (236 pies).

## El edificio
El edificio en sí está ubicado en el área de Great Yarmouth, cerca de la casa de Anna Sewell y es probablemente el edificio más antiguo en la ciudad. El lugar, que posee columnas octogonales y circulares, fue reconstruido durante el reinado del rey Juan. Cincuenta años antes los pasillos eran más anchos que ahora, por lo que la iglesia ha pasado a ser la parte más estrecha de esta parroquia. Pueden distinguirse dos áreas principales que dividen el cementerio: una de ellas es la zona antigua, localizada detrás de la iglesia y la zona nueva, de media milla hacia el norte. 

### Priory school
Dentro de los confines del cementerio se encuentra la escuela, conocida hoy en día como “Priory Primary School” que se encuentra en el centro de la ciudad. Este edificio contiene un café, centro de atención al cliente y un punto para información. 

## Historia

### Primera época
La parte frontal en el oeste del edificio, que posee diversas torres y pináculos, fue construida entre 1330 y 1338, pero los trabajos se vieron interrumpidos debido a una plaga. En el siglo XVI los latones ornamentales fueron lanzados en los pesos y las lápidas fueron cortadas en muelas. Dentro de la iglesia había hasta 18 capillas, sostenidas por gremios o familias privadas, pero fueron destruidas por los reformistas, quienes valieron los utensilios del edificio y gastaron su dinero en hacer más ancho el canal del puerto. 

### División de la iglesia
Durante la Mancomunidad los independentistas se hicieron con la cancela, Los Presbiterianos con la zona norte y los clérigos tenían derecho a quedarse el edificio principal. Las paredes de ladrillo fueron levantadas en estos momentos para separar las diferentes zonas del edificio y estuvieron ahí hasta 1847. En 1864 la torre fue restaurada y la zona este final de la cancela restaurada; entre 1869 y 1870 el pasillo norte fue reformado y en 1884 el cruce sur, la zona oeste de la nave y, de nuevo, el pasillo norte. 

### Hechos recientes
San Nicolás fue bombardeada y casi destruida por el fuego que hubo durante la Segunda Guerra Mundial. Fue reconstruida y vuelta a consagrar en 1961. Durante esta reconstrucción, la comunidad utilizó de manera temporal la iglesia de San Pedro, en la calle San Pedro. Cuando San Nicolás fue reabierta, San Pedro empezó a decaer hasta los años sesenta, cuando fue cogida por la comunidad griega y, en 1981, se convirtió en la iglesia ortodoxa griega de San Spiridon. 
El 2 de octubre de 2011 fue anunciado por el Real Obispo de Noruega, Graham James, que San Nicolás fue para ser una iglesia “Minster”. Este evento tuvo lugar el 9 de diciembre de 2011 durante el servicio cívico de Carol en la ciudad. Ahora la iglesia es conocida como “La iglesia Minster de San Nicolás”, en Great Yarmouth.

## Órgano
Fue obtenido de Santa María de Boltons, West Brompton, en 1960, para reemplazar al que fue destruido en un bombardeo durante la Segunda Guerra Mundial. El órgano actual puede ser encontrado en el Registro Nacional de Órganos. 

### Lista de organistas
Dr. Musgrave Heighington 1733–1746 (componente de Holy Trinity Church, Hull, más tarde organista de La Iglesia de San Martín, Leicester)
John Christian Mantel 1748–1761
Henry Cricheley 1761–1790
Richard Eaton 1790–1793
Isaac Lewis 1793 – 1834
Joseph Baxfield 1834 – 1838
Interregnum
George Warne1843 – 1856 (anteriormente organista de Temple Church)
Henry Stonex1856 – 1895
Haydon Hare1895– 1937– 1944 (anteriormente organista de Bourne Abbey Church
Richard Humphrey
John Farmer, B.A., A.R.C.O.,
Paul Winston 1990 – 1993
Benjamin Angwin, MA
Alan Snow
Barry Waterlow, M.Mus.(Western Washington), A.R.C.C.O., L.Mus.L.C.M.
John Stephens BA(Hons) MMus ATCL, 2006 – ongoing

### Lista de organistas asistentes
Constance Mary Hinds 1929 – 1940
Christopher Andrew Angwin 1964 - 1966
Peter Seaman
Paul Winston 1986 – 1990
John Stephens 1999 – 2001